# استان داک لاک
استان داک لاک (به لاتین: Đắk Lắk Province) یک استان در ویتنام است که در منطقه سنترال هایلندز ویتنام واقع شده‌است.

## خصوصیات
استان داک لاک ۱۳٬۰۶۲ کیلومترمربع مساحت و ۱٬۷۳۳٬۱۰۰ نفر جمعیت دارد.